# کارل جراسی
کارل جراسی (انگلیسی: Carl Djerassi؛ زادهٔ ۲۹ اکتبر ۱۹۲۳ – درگذشتهٔ ۳۰ ژانویهٔ ۲۰۱۵) شیمی‌دان، رمان‌نویس و نمایش‌نامه‌نویس بلغاری-آمریکایی زادهٔ اتریش بود. وی برنده جوایزی همچون مدال ملی فناوری و نوآوری شده بود.